# 근육 흉갑

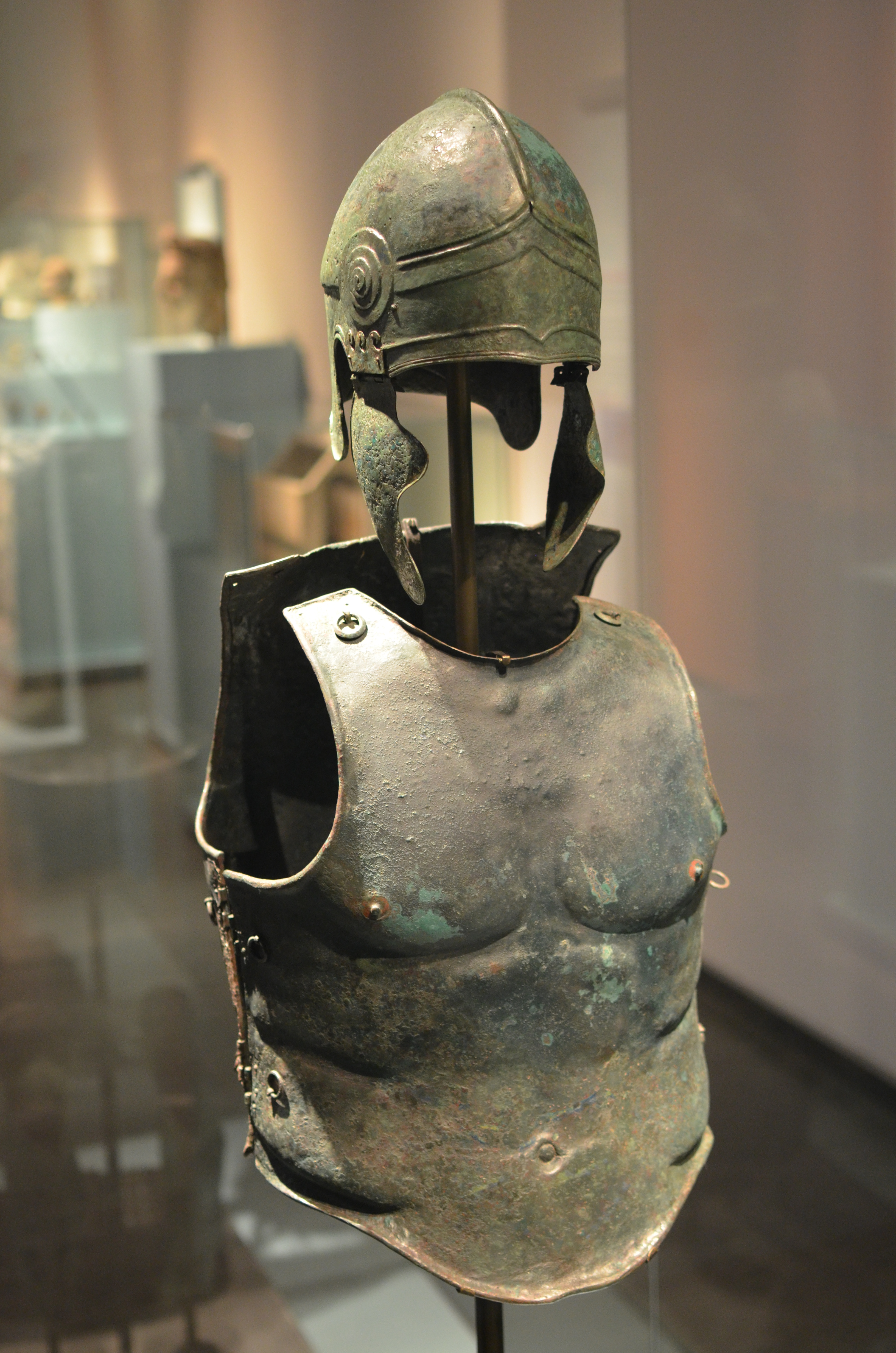
G
기원전 340-330년경의 남부 이탈리아의 근육 흉갑을 갖춘 그리스 청동 파노폴리.

근육 흉갑(라틴어: lorica musculata)은 착용자의 상체에 맞춰 제작되고 이상적인 성인 남성의 육체를 모방하여 디자인된 고전 고대 시기의 흉갑의 한 종류이다. 고졸기 그리스 후기에 처음 등장했고 기원전 5- 4세기 동안에 널리 유행하였다. 처음에는 청동판을 두드려 만들어졌지만, 가죽을 물에 삶아 만든 퀴르 부이 역시도 사용되었다. 그리스 및 로마 미술에서 흔히 묘사되며, 병사들이 다른 유형의 갑옷을 착용한 시기에 황제, 장군, 신 들이 착용하는 모습을 선보였다.
로마 조각 분야에서, 근육 흉갑은 종종 신화적 장면들과 같이 화려하게 장식되었다. 상대적으로 장식이 되어 있지 않은 흉갑에 대한 고고학적 발견물과 더불어 군사적 장면에 있어서 예술가들의 묘사는 단순한 형태의 근육 흉갑들이 전투 시에 착용되었음을 나타낸다. 실제 사용을 의도한 근육 흉갑의 구조는 사실주의적이거나 추상적인 디자인이 되었다. 로마 조각상들에서 신들과 황제들이 착용했던 아주 환상적으로 묘사된 흉갑은 사실적인 젖꼭지와 배꼽을 표현된 모습에 포함시켰다.

## 사용

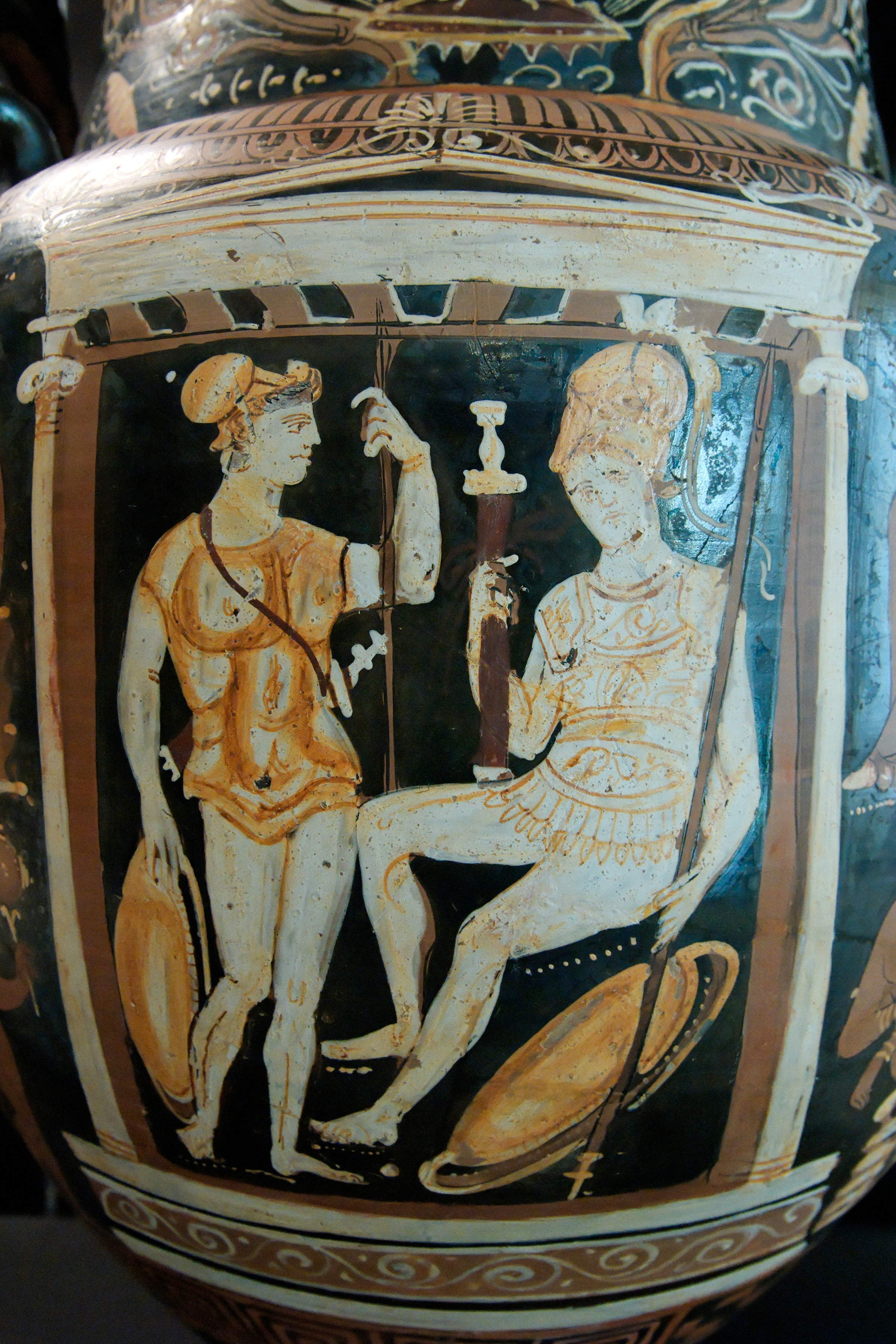
풀리아에서 나온 단지의 근육 흉갑 (기원전 325년경)

근육 흉갑은 전면과 후면, 두 부분으로 주조되어, 망치로 두드려 얇게 편다. 근육 흉갑은 초기 고절기 종 모양의 흉갑에서 발전된 것이며 중량은 대략 25 파운드이다. 기원전 5세기의 예들이 트라키아인의 무덤에서 발견되었는데, 이 무덤의 주인인 기수는 근육 흉갑을 착용하고 있었다. 현존하는 가장 초기 그리스 조각상에서 묘사는 아테네의 아크로폴리스에서 발견되었고 기원전 470-490년의 것으로 추정하는 병사의 상체 조각으로 보인다. 근육 흉갑은 기원전 530년에서 기원전 3세기 말의 것으로 보는, 아티카 붉은형상 도기에도 표현되었다.
대략 기원전 475년부터 450년 기간의 근육 흉갑은 후대의 것들보다 짧았고, 복부 부위를 덜 감쌌으며, 허리 부분이 더 조여 있었다. 키톤을 입은 상태에서 착용했다. 신 아티카 미술에서 근육 흉갑은 기다란 키톤 위에 착용되었다. 베르기나 2번 무덤에는 금박으로 장식된 철제 근육 흉갑이 있었다.
이탈리아족의 근육 갑옷은 그리스의 것들에서 발견되는 어깨 보호대가 없었다. 삼니움인과 오스크인들의 것들은 구조적으로 사실적인 그리스의 것들보다 더욱 거칠게 불명확한 상체를 표현했다. 많은 표본들이 캄파니아, 에트루리아, 및 남부 이탈리아에 있는 무덤들에서 출토되었다.
폴리비오스가 로마군이 착용했던 갑옷의 종류들에 관한 서술에서 근육 흉갑을 빠트렸지만, 고고학적 발견물 및 예술 분야의 묘사 들에서 전투 시에 근육 흉갑이 착용되었음을 나타낸다. 델포이에 있는 아이밀리우스 파울루스의 기념비는 근육 흉갑을 입은 병사 세 명과 더불어 쇠사슬 갑옷을 착용한 보병 두 명을 보여준다. 이 흉갑은 주로 장교들이 착용했으며,  금속과 더불어 가죽으로 만들어 졌을 것이며, 암홀과 하단 부위에 가죽(프테루게스)이 달려 있었을 수 있다. 근육 흉갑은 선임장교의 "군복"이라 분류하는 요소들 중 하나이다.

## 예술적 속성

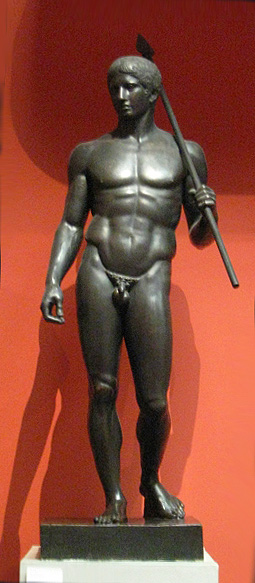
폴리클레이토스의 도리포로스

### Cuirasse esthétique(흉갑의 미학)
근육 흉갑의 인간의 육체를 모사한 조각은 이상적 노출에서 영감을 받았을 것이며, 근육 흉갑의 발전은 그리스 미술의 이상화된 남성 육신에 대한 묘사와 관련되어 있다. 케네스 클라크는 자연의 사실에서 벗어난, 이상화된 표준적 근육 조직의 발전을 폴리클레이토스 때문이라고 하였다:
폴리클레이토스는 완벽한 몸통의 내부 구조에 착수했다. 그는 이것이 언덕지고 움푹 들어간 배치가 어느 정도 기억을 불러일으키고, 변형과 강조를 통해 조화를 이룰 수 있는, 조각적 단위의 창조를 허용한다는 걸 인자하였다. 밀레토스의 토르소 및 크리티오스 소년 등에 이러한 체계의 시작이 있었지만, 폴리클레이토스의 근육 조직에 대한 기준은 한층더 명백하게 엄밀했고, 그에게서 프랑스어로 cuirasse esthétique이라 알려진, 토르소의 표준적 도식화가 유래했으며, 근육의 성질은 공식화되어 갑옷의 디자인에 사용되었고 고대 시기의 가면처럼 이상적인 육체를 위한 것이 되었다. 르네상스의 예술가들을 몹시나 즐겁게 하던, cuirasse esthétique는 현대적 취향에서 대부분 벗어난, 고대 미술의 특징 중 하나이다.... 그렇지만... 우리는 특정한 복제품들을 통해 이것이 원래 거대한 힘의 구조물이라는 것을 알 수 있다. 이런 것이 우피치 미술관에 있는 도리포로스의 복제품이다.

### 장식

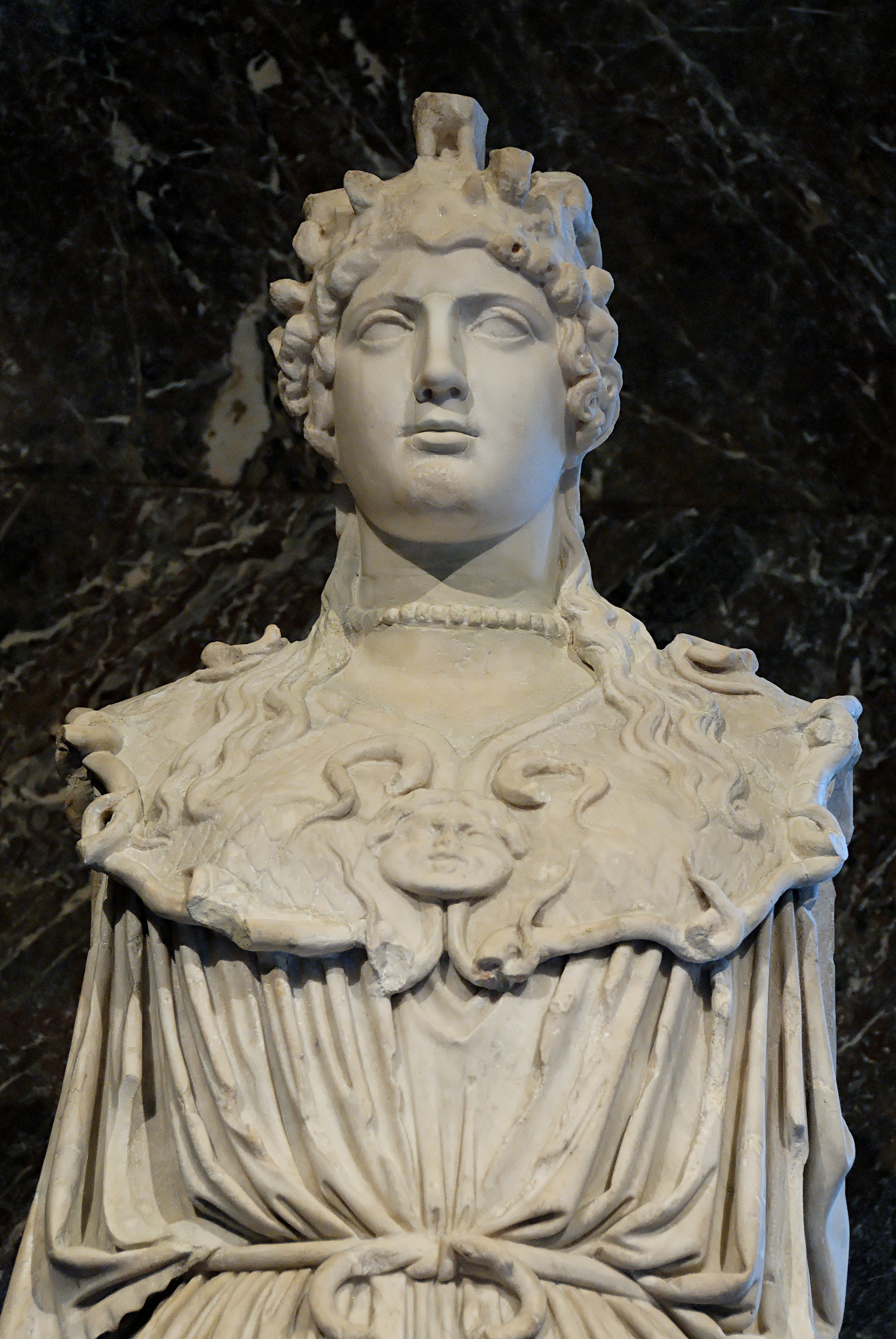
아테네 파르테논 신전에 있는 고르고네이온

헬레니즘 통치자들은 천둥 같은 신성적 상징물들을 프테루레스에 더했다.
또다른 전통적인 장식은 상체 위쪽의 고르곤의 머리 혹은 고르고네이온이며, 종종 가슴 부분의 식물 모양의 장식물들이기도 했다. 전쟁의 전략적 측면을 구체화한, 그리스 신화의 아테나와 로마 신화의 미네르바를 나타내는 도상학의 상징 중 하나가 고르고네이온이 달린 흉배였다 (아이기스 참고). 다른 신적 존재들, 특히 전쟁의 신 아레스 및 마르스도 근육 흉갑에 묘사될 수 있었다.

### 로마 황제

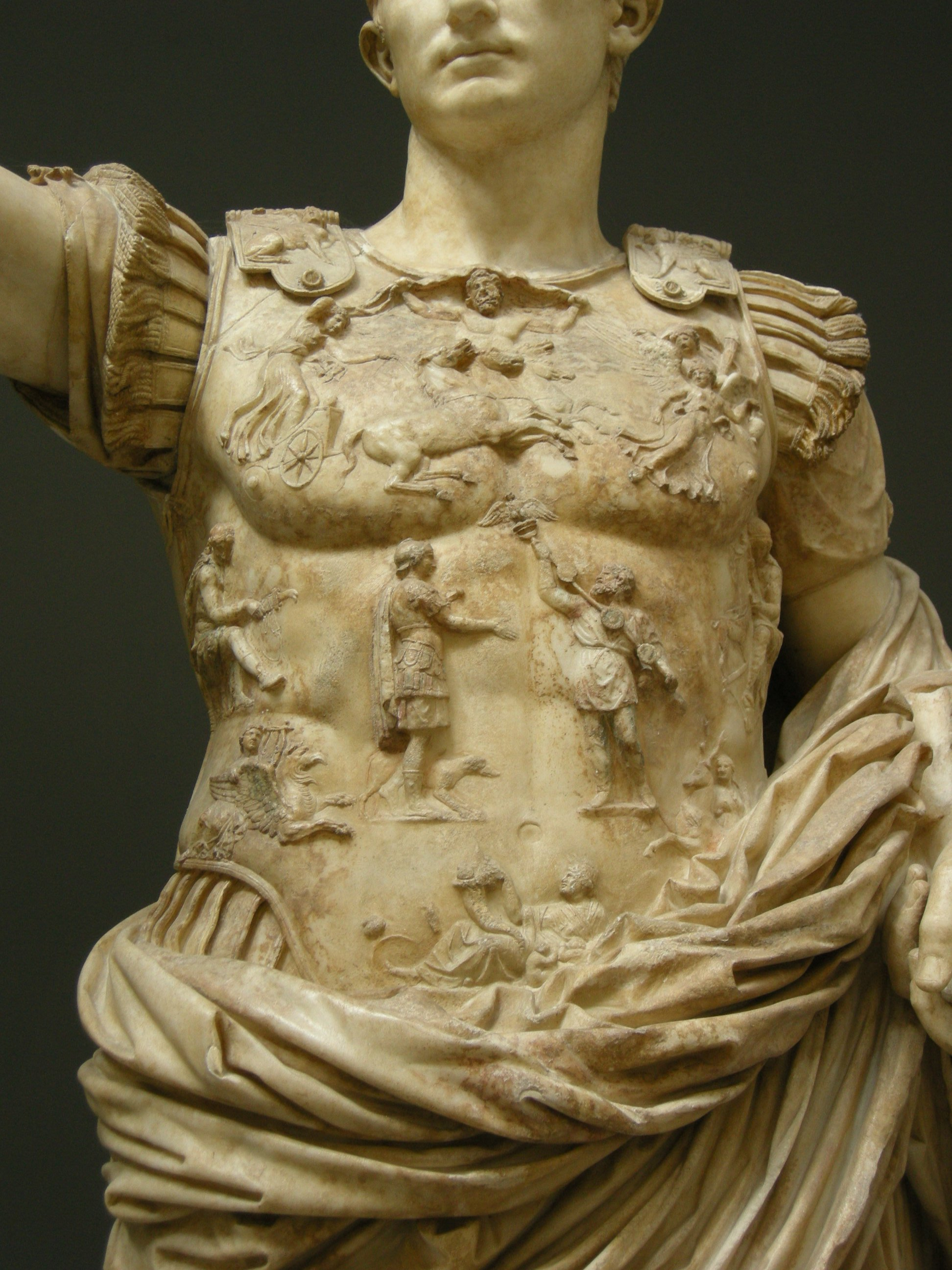
프리마 포르타의 아우구스투스 상에서 근육 흉갑

로마 황제를 묘사하고 있는, 지주 없이 서 있는 조각상들 가운데, 공통적 형태는 보통 신화의 장면들로, 몹시 화려하게 장식된 근육 흉갑을 입고 있는 황제를 나타내는 것이다. 날개 달린 승리의 여신, 패배한 적들, 인간화된 미덕 등의 형태들은 세계의 지배자로서 로마 황제를 상징한다. 이렇게 정교한, 상징적 배치물들은 그리스의 흉갑에서는 절대 나타나지 않았다.
유명한 프리마 포르타의 아우구스투스의 흉갑은 특히나 장식성의 극치이다. 가운데에는, 로마 장교가 파르티아인으로 보이는 턱수염 달린 야만인한테 로마의 군단기 (아퀼라)를 받으려 하고 있다. 장교 옆에서 개를 두고 있는 로마인은 흔히 보통 젊은 티베리우스라고 여겨지며, 이 장면은 일반적으로 기원전 53년의 카레 전투에서 상실한 군단기를 기원전 20년에 반환받는 걸로 인식된다. 해부학적으로 사실적인 배꼽 (그리스어 omphalos, 라틴어 umbilicus)은 가운데의 두 인물 사이에 놓여있고, 두 인물의 발을 기준으로 지면 높이 살짝 아래에 있으며, 복부 위에 자리잡은 대지의 인격화 위쪽에 놓여있다. 누워있는 자세, 코르누코피아, 젖을 빠는 아기들의 존재는 평화와 번영을 상징하는, 아우구스투스 시대 미술의 다른 여신들에게 흔하다. 그 외 근육 흉갑의 부조에는 그리핀을 타며, 리라를 연주하는 아폴로, 암사슴의 등에 타 있는 디아나, 위쪽에 태양의 콰드리가 등이 있다.

## 갤러리

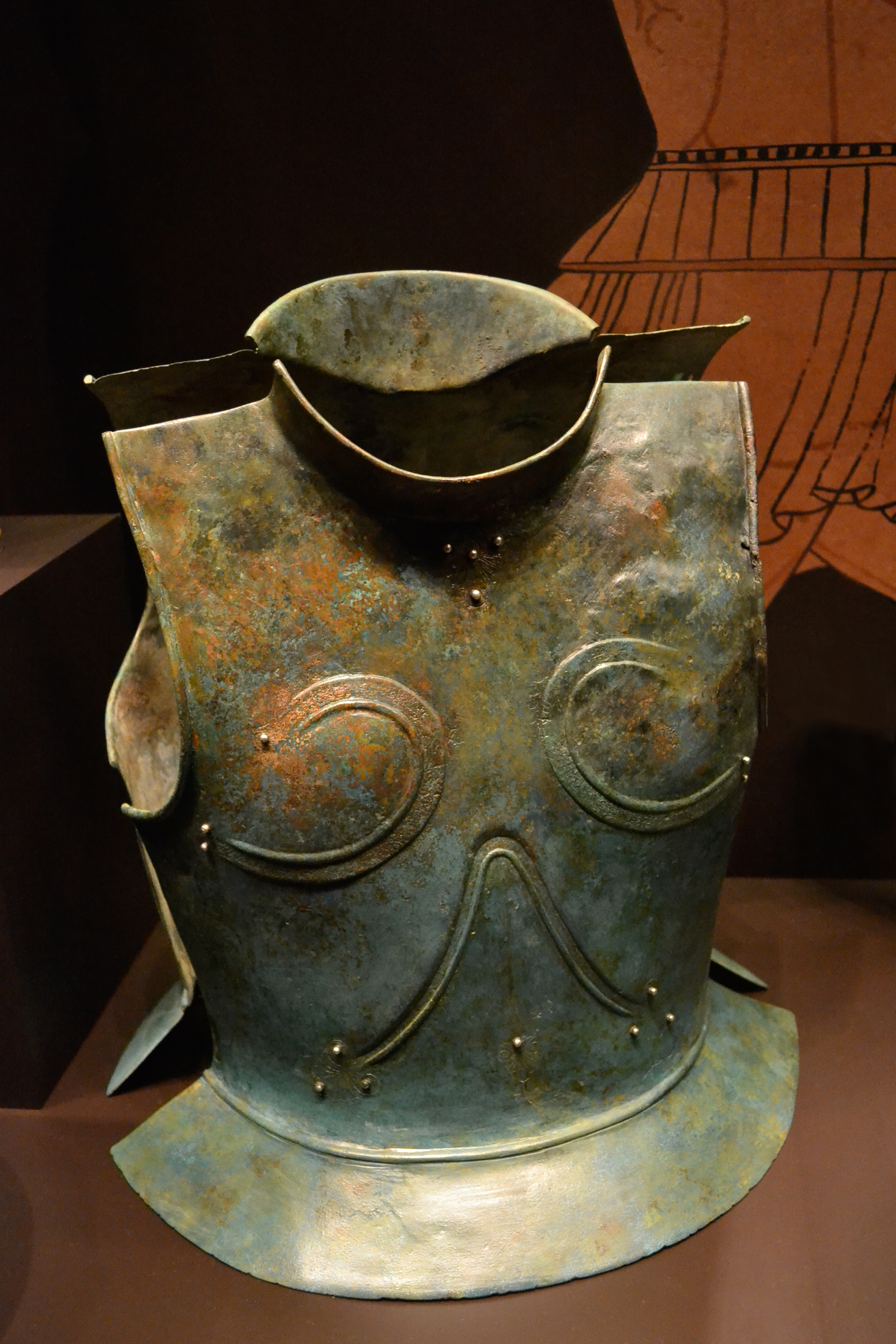
기원전 620–580년의 청동으로 된 초기 그리스 흉갑
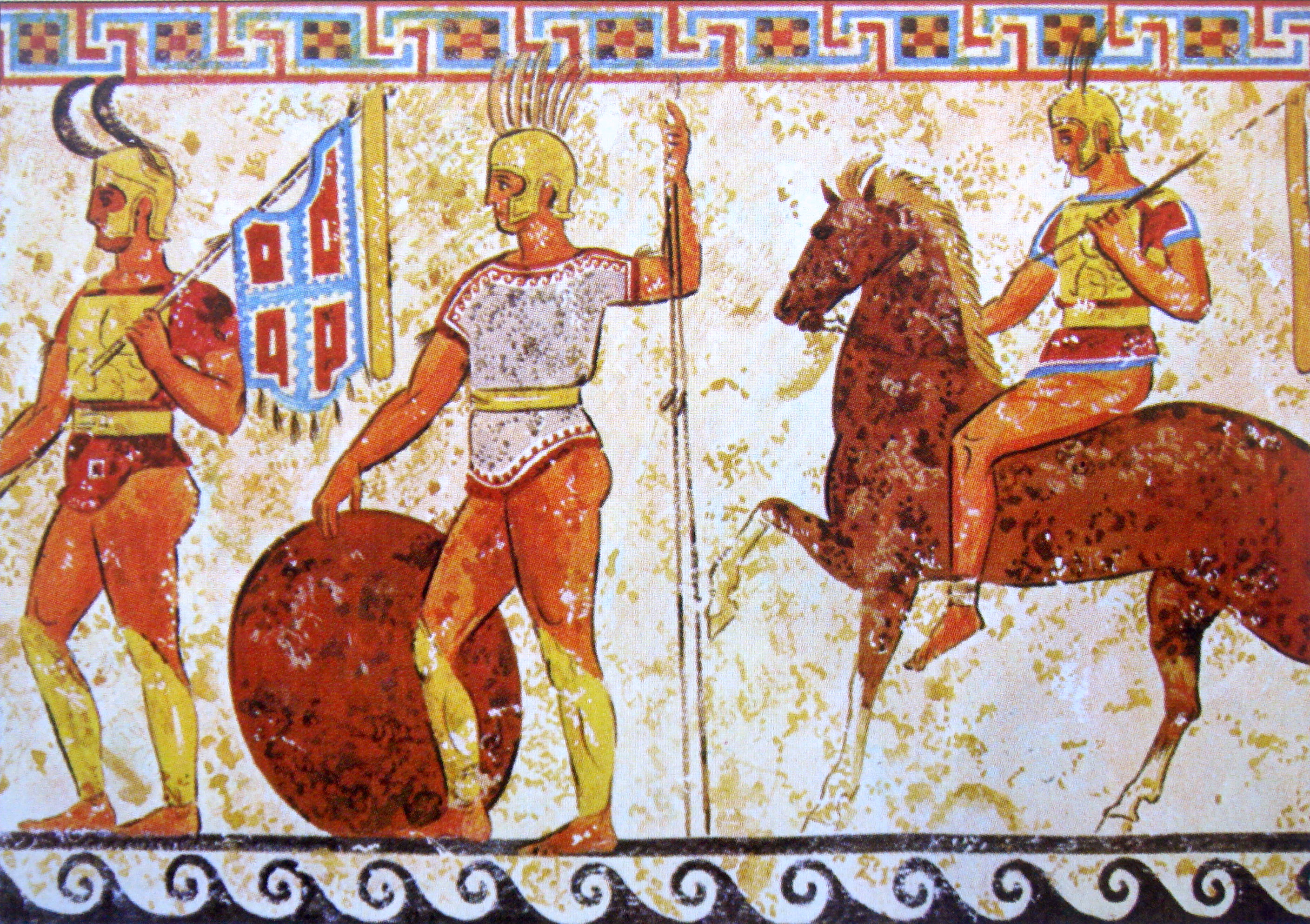
기원전 4세기의 두 삼니움의 근육 흉갑  (왼쪽과 오른쪽만)
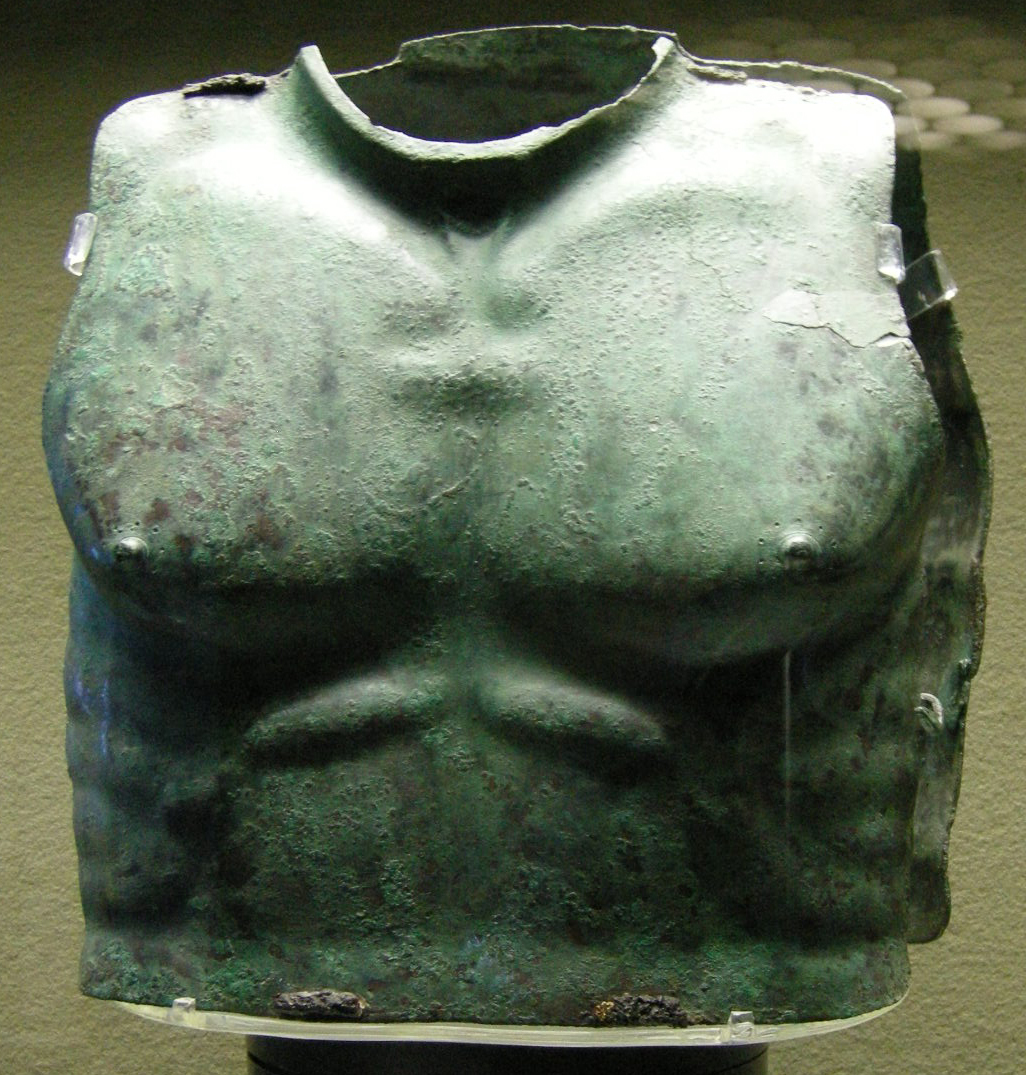
기원전 370–340년의 그리스 청동 근육 흉갑
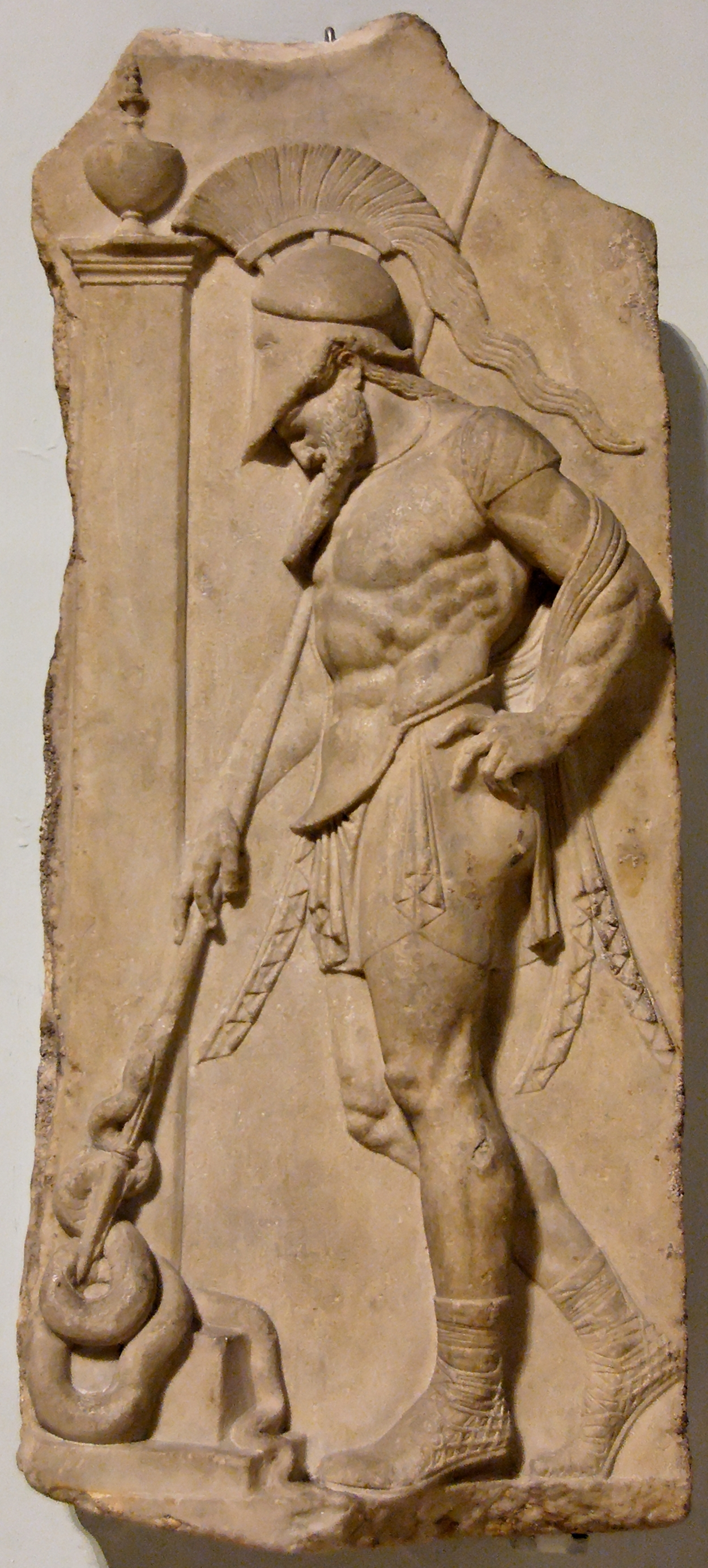
기원전 1세기의 로도스섬에 있는 신 아티카 양식의 로마 석비
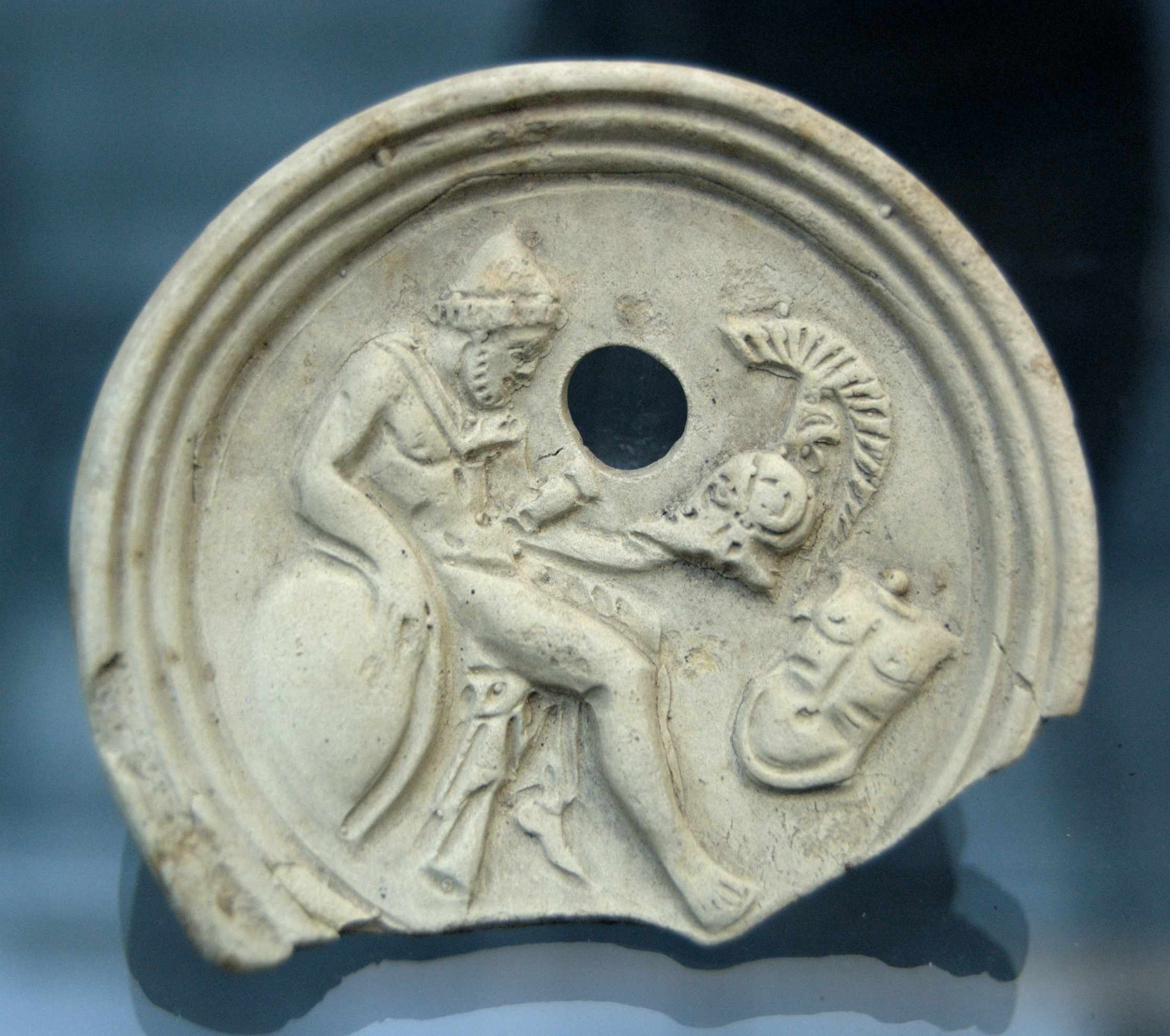
오디세우스 그리고 아킬레우스의 장비들(서기 1세기의 기름등 부조)
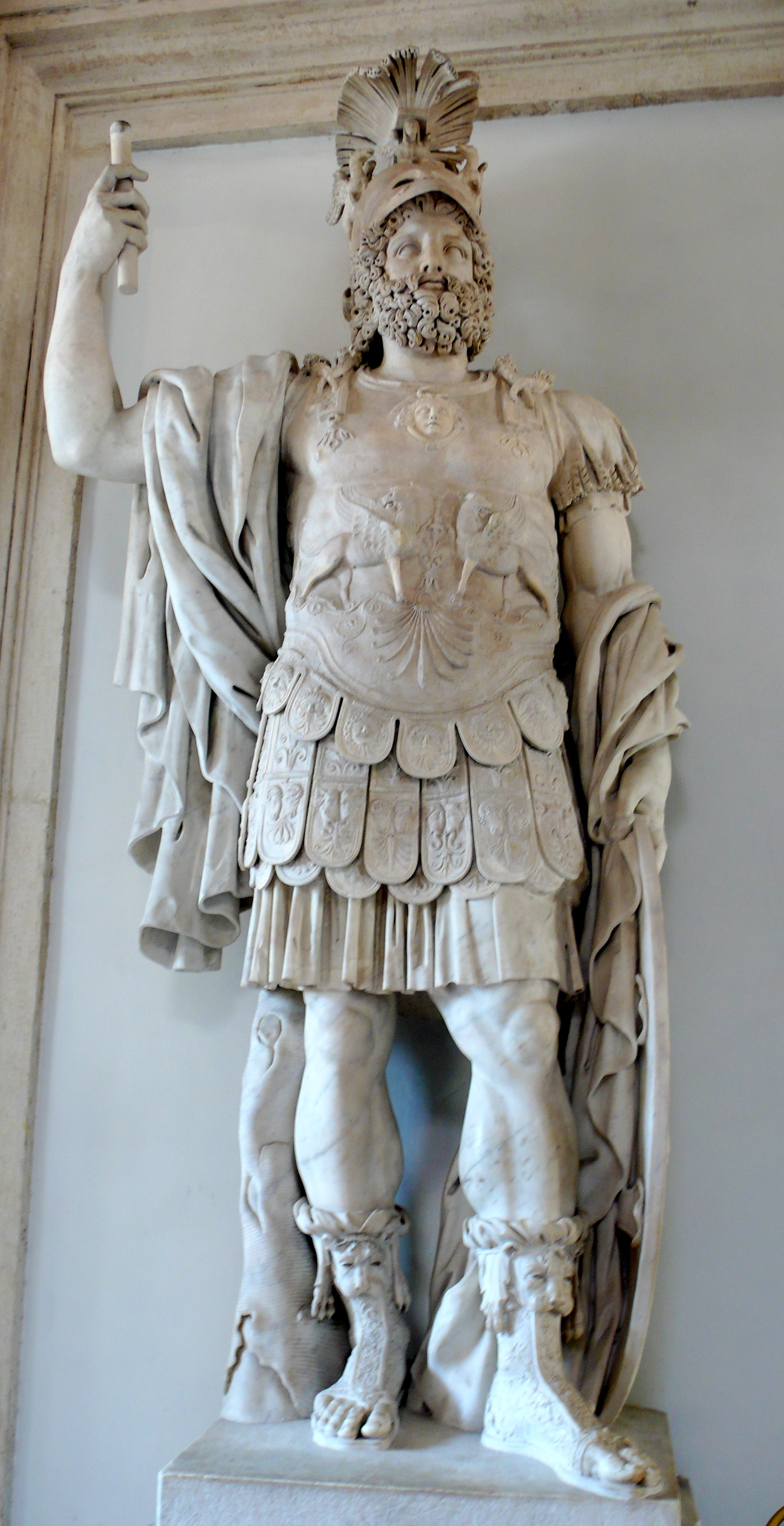
서기 1세기의 근육 흉갑을 입은 마르스
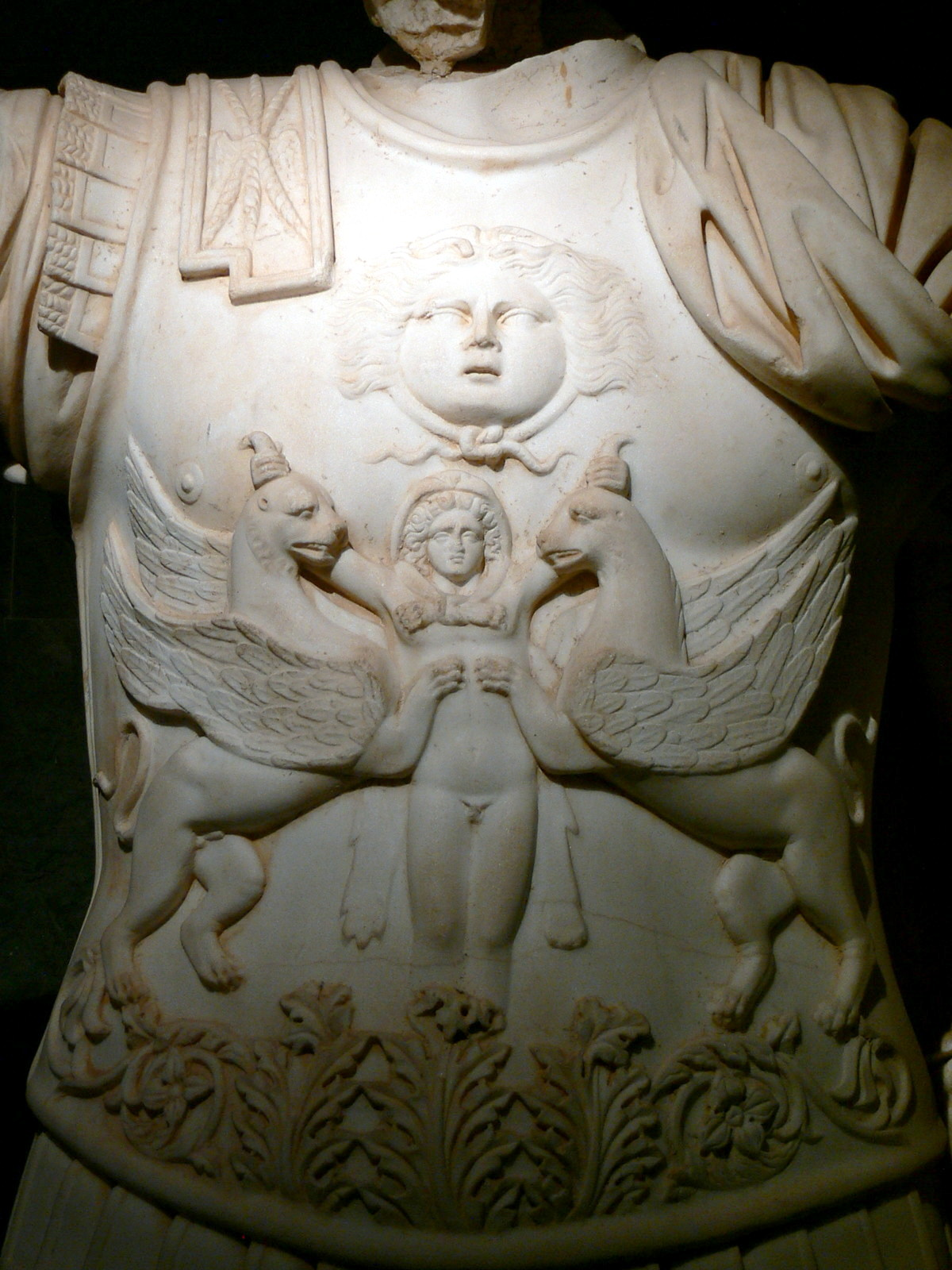
서기 2세기의 트라야누스 상에서
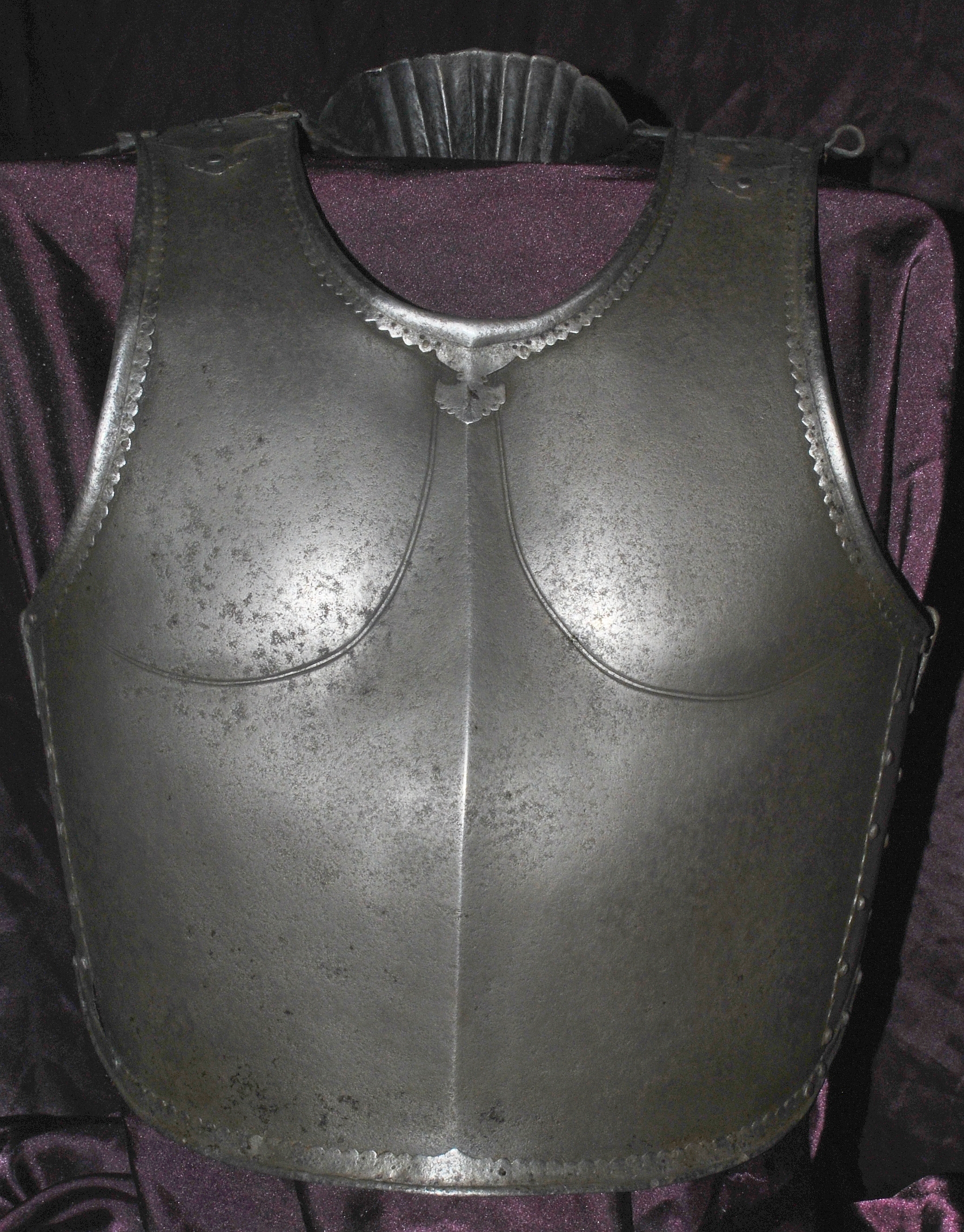
17세기에서 18세기의 인도 강철 흉갑.
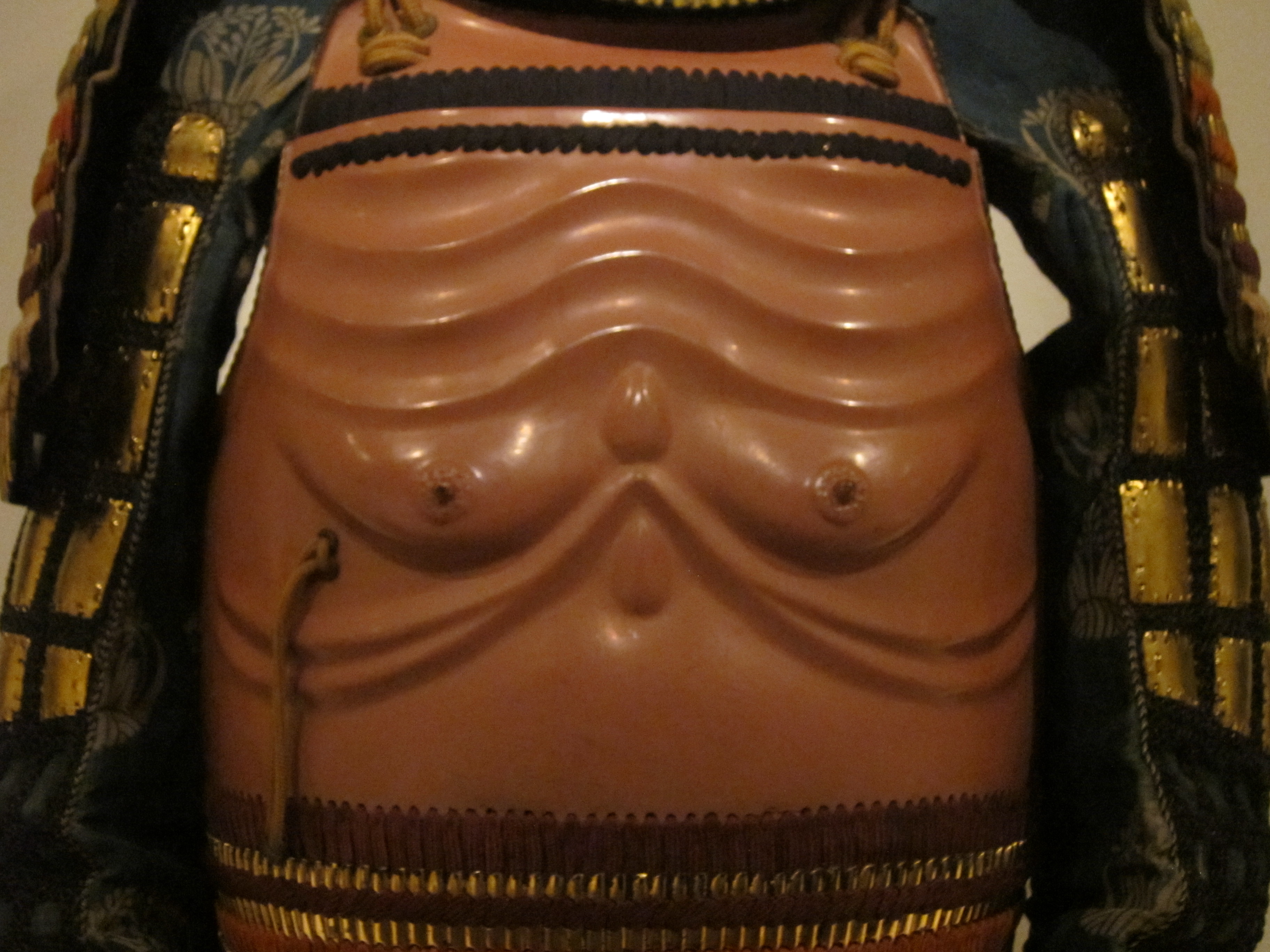
일본의 니오 도.